# Sylvia Ardyn Boone
Pour les articles homonymes, voir Boone.
Sylvia Ardyn Boone, née le 30 septembre 1940 et morte le 27 avril 1993 à New Haven (Connecticut), est une historienne américaine, spécialiste de l'art africain et de la représentation des femmes dans l'art. En 1988, elle devient la première femme afro-américaine titulaire à l'université Yale.

## Carrière
Boone suit des études de premier cycle à Brooklyn College, puis elle obtient une maîtrise de sciences sociales à l'université Columbia. Après une période à l'université du Ghana, elle retourne aux États-Unis et ressort diplômée en histoire de l'art de l'université Yale dans les années 1970. Sa thèse de doctorat reçoit le prix Blanshard en 1979.
Elle devient professeure à l'université Yale en 1979, avant d'être titularisée en 1988. Ses cours portent notamment sur l'histoire de l'art africain et la représentation des femmes dans l'art africain.
En 1989, Boone participe à l'organisation de la commémoration du 150e anniversaire de l'affaire du La Amistad de 1839.

## Postérité
En 1996, les départements d'histoire de l'art et d'études africaines et afro-américaines décernent le premier prix Sylvia Ardyn Boone ; ce prix est ensuite remis chaque année.

## Ouvrages
- (en) West African Travels : A Guide to Peoples and Places, Random House, 1974 (OCLC 745942) ;
- (en) Radiance from the Waters : Ideals of Feminine Beauty in Mende Art, Yale University Press, 1990 (OCLC 12369976) ;
- (en) Sowo Art in Sierra Leone : The Mind and Power of Woman on the Plane of the Aesthetic Disciplines, UMI Dissertation Services, 1997 (OCLC 37292166)